# Haresfield
Haresfield – wieś i civil parish w Anglii, w Gloucestershire, w dystrykcie Stroud. W 2011 civil parish liczyła 378 mieszkańców. Haresfield jest wspomniana w Domesday Book (1086) jako Hersefel(d).